# Янош II Запольяи
Я́нош II Жи́гмонд За́польяи (венг. Zápolya/Szapolyai János Zsigmond, хорв. Ivan Žigmund Zapolja; 7 июля 1540, Буда, Королевство Венгрия — 14 марта 1571, Дюлафехервар, Трансильвания, Королевство Венгрия) — король Венгрии в 1540—1570 годах и князь Трансильвании с 1570 года.

## Биография
Будучи наследником своего отца Яноша I Запольяи, был королём Венгрии с 1540 по 1570 год, но его мать Изабелла Ягеллонка, вплоть до своей смерти в 1559 году, самовластно управляла страной, при поддержке султана Сулеймана I Великолепного.
Янош II принял Тордайский эдикт, первый декрет религиозной свободы в современной истории Европы (1568 год) и поддержал создание Унитарианской церкви Трансильвании. Янош получил признание и за открытый диалог между всеми религиозными сторонами. Он спонсировал публичные дебаты между католиками, лютеранами, кальвинистами и унитаристами. Трансильванский Сейм 1571 года, собравшийся в Тыргу-Муреше, подтвердил свободу вероисповедания для кальвинистов, католиков, униатов и лютеран княжества Трансильвания. Для сравнения: это историческое решение трансильванских депутатов было принято за год до печально знаменитой Варфоломеевской ночи — резни кальвинистских семей в столице Франции.
Другие религиозные группы, включая евреев, мусульман, и многочисленных православных христиан, получили толерантность, но не законные гарантии свободы религии.
После своего отречения от титула короля Венгрии в пользу Габсбургов, Янош II становится князем Трансильвании (1570—1571). Он завещал трон своему казначею Каспару Бекешу, но аристократия не признала это решение и выбрала Стефана Батория в качестве воеводы. Это привело к короткой гражданской войне, которая закончилась победой Батория.